# Museo della caricatura e dei cartoni animati di Basilea
Il Museo della caricatura e dei cartoni animati di Basilea (in tedesco: Karikatur & Cartoon Museum Basel) è dedicato ai cartoni animati, alle parodie e ai pastiche di opere d'arte e di artisti, ai fumetti e alle caricature. Il museo basilese è l'unico nel suo genere nel raggio di 500 chilometri. La collezione, che conta circa 3000 opere originali di oltre 700 artisti del XX e del XXI secolo provenienti da circa 40 paesi, viene presentata nell'ambito di esposizioni temporanee tematiche e monografiche.
Il museo si trova in un edificio tardo gotico, ristrutturato e ampliato con una nuova costruzione dagli architetti Herzog & de Meuron.